# الصحراء (فلم)
الصحراء (بالفرنسية: Sahara) فيلم مغامرات رسوم متحركة ثلاثي الأبعاد فرنسي كندي لعام 2017 من إخراج بيير كوري. إنتاج Mandarin Films و StudioCanal.

## القصة
لصحراء الكبري حول عشيرتان من الثعابين متعايشتان في الصحراء. أفاعي خضراء جميلة تعيش في الواحة كملجأ لها محمية من قبل البشر والأفاعي السامة التي تعيش في الرمال والتراب والحرارة ويصطادها ويقتلها التوارجيس. هذه قصة أجار ثعبان سام شاب  يسخر منه رفاقه لأنه لم يبدل جلده للمرة الأولى بعد وإيفا أميرة متمردة في الواحة والتي تريد الهرب من زواج مدبر. هذان الاثنان يلتقيان ويقعان في الحب. وأيضًا ستختطف إيفا من قبل التوارجيس وأجار بصحبة أفضل صديقاتها بيت العقرب سيعبران الصحاري لانقاذ إيفا من المصير المرعب الذي ينتظرها.

## طاقم العمل
- عمر سي بدور أجار
- لوان أمرا بدور إيفا
- فرانك جاستمبيد بدور بيت
- فنسنت لاكوست بدور غاري
- رمزي بيديا بدور شيف شيف
- كلوفيس كورنيلاك بدور توهج دودة الملك
- جان دوجردان بدور جورج
- ريم كيراشي بدور الكسندري
- جوناثان لامبرت بدور ميخائيل
- صبرينا وزاني بدور الكسندرا
- ماتيلد سيغنر بدور ريتا

## التقييم
لم يحصل الفيلم على تقييم عالي في موقع قاعدة بيانات الأفلام على الإنترنت حصل الفيلم على 5.6 نجمة من 10.

## إنتاج
كان صوت أجار صعبًا على عمر سي بسبب حقيقة أن الشخصية كانت أفعى مراهقة وكان عمر بحاجة للتعبير عن الإثارة والهشاشة وعدم الثقة بالنفس.

## وصلات خارجية
- مقالات تستعمل روابط فنية بلا صلة مع ويكي بيانات